# Sundasciurus brookei
Sundasciurus brookei es una especie de roedor de la familia Sciuridae.

## Distribución geográfica
Es endémica de Borneo (Indonesia y Malasia Oriental).

## Hábitat
Su hábitat natural son: zonas tropicales o subtropicales, de bosques áridos.

## Estado de conservación
Se encuentra amenazada por la pérdida de su hábitat natural.